# 失落的羽翼
《失落的羽翼》是Exe Create開發的一款角色扮演遊戲，本作為Frane系列首部作品，遊戲於2001年4月20日在Microsoft Windows上發售。

## 遊戲內容
《失落的羽翼》是一款動作角色扮演遊戲，舞台是一個奇幻世界。天界瓦納斯居住天使和惡魔兩族，兩族曾爭鬥多年，在神明的調解下才達成和平。惡魔納依拉不滿現狀，打算干預人間，此舉激怒了神明，神明奪走了納依拉的「羽毛」，讓其墜入人間。想保護納依拉的天使芙蘭受到牽連，失去「羽毛」墜入人間。在鄉下居住的少年塞迪，某日在森林發現昏迷不醒的芙蘭，這時妖精露比出現，告訴塞迪關於芙蘭的事情，並拜託塞迪收集芙蘭的羽毛，以恢復芙蘭的能力和記憶。另一方面，納依拉連同不滿神明的人類叛軍領袖優若，謀劃起戰爭，塞迪在收集羽毛期間也捲入其中，並挫敗了對方數次行動。玩家扮演塞迪，通過擊敗怪物收集各式羽毛，羽毛還能提高主角能力，贈予芙蘭會影響其性格發展。此外，要尋找能恢復芙蘭能力和記憶的彩色羽毛。遊戲中塞迪使用劍攻擊，露比會使用魔法協助，只有塞迪用劍消滅怪物才能獲得羽毛。遊戲後期，芙蘭的使魔多朗會加入隊伍，可以替換露比協助戰鬥。

## 開發及發行
《失落的羽翼》是Exe Create首次在Microsoft Windows上開發的遊戲，遊戲中部分角色設計，是源於開發商在互聯網上的公開征集。開發商在2001年3月在官網上公開遊戲宣傳視頻，同年4月10日公佈遊戲演示，4月20日正式發售。天人互动負責在中國大陸發行該作，於同年7月發售。協和國際多媒體負責在台灣發行該作，於同年11月發售。2002年1月30日，DigiCube在日本發售遊戲的廉價版。
富士通負責在韓國發行該作，2001年8月31日首次公開遊戲宣傳片，並預計在次月發售。後延期至12月5日發售，富士通還為遊戲製作了韓文配音。2007年韓國遊戲開發商Ubmcorp將遊戲移植到手機平台，9月12日手機版首度Korea Telecom Freetel旗下商店推出，發行商富士通表示10月份，手機版將在LG和SK电讯商店上架。

## 評價
Game Watch評論員中村聖司對遊戲的戰鬥系統評價正面，遊戲使用滑鼠操作角色戰鬥，角色的戰鬥動作演出很有趣。他也稱讚遊戲採用了《夢幻仙境》類似的自動回復生命值和魔法值的設計，讓玩家可以不受限制地自由冒險。

## 外部連結
- 官方网站（日語）